# Jesse Mercado
Jesse Eugenio Mercado (ur. 6 czerwca 1951 w Kalookan) – filipiński duchowny rzymskokatolicki, od 2003 biskup Parañaque.

## Życiorys
Święcenia kapłańskie otrzymał 19 marca 1977 w manilskiej archikatedrze. Inkardynowany do manilskiej archidiecezji, początkowo był wikariuszem w Pasay, a po kilku miesiącach został skierowany jako ojciec duchowny do seminarium w Baguio. W latach 1979–1994 pracował w seminarium w Makati, zaś w latach 1988-1994 był jego rektorem oraz sekretarzem Komisji Episkopatu Filipin ds. Seminariów. W 1994 wyjechał do Rzymu i został przełożonym Papieskiego Kolegium Filipińskiego.
25 lutego 1997 został mianowany przez Jana Pawła II biskupem pomocniczym Manili oraz biskupem tytularnym Talaptuli. Sakrę biskupią przyjął 31 marca 1997 w miejscowej katedrze z rąk kard. Jaime Sina.
7 grudnia 2002 papież powierzył mu urząd biskupa nowo powstałej diecezji Parañaque. Ingres odbył się 28 stycznia 2003.